# Аеродром Кам Ран
Међународни аеродром Кам Ран (вијет Sân bay quốc tế Cam Ranh, Cảng hàng không quốc tế Cam Ranh) је аеродом лоциран у општини Кам Ран, Вијетнам.
Највише авиосаобраћаја се одвија према Хо Ши Мин Граду, Ханоју, Новосибирску, Улан Удеу, Сеулу.